# Symphurus prolatinaris
Symphurus prolatinaris es una especie de pez de la familia Cynoglossidae en el orden de los Pleuronectiformes.

## Distribución geográfica
Se encuentran al este del Pacífico (desde México hasta el Perú).